# 白冢村碑楼
白冢村碑楼，位于山西省临汾市曲沃县曲村镇白冢村南，建于清道光九年（1829年），高近10米，宽7米多，面阔三间，为傅氏家族的神道碑楼，单檐歇山顶，砖雕极其奢华，全部采用高浮雕甚至镂雕手法。门楣分别刻有“何天休”、“膺凤诏”、“沐鸿恩”、“昭德”、“景行”、“光裕”字样。内立巨碑三通，被盗一通，现存两通，分别刻有“诰赠朝议大夫太学生子瀚傅公神道”和“诰赠朝议大夫邑庠生员昆壁傅公神道”。1987年8月，白冢村碑楼公布为曲沃县文物保护单位。